# Los Ingobernables
Palmarès
Voir ici
Los Ingobernables de Japon, également raccourcie à Los Ingobernables ou LIJ est un clan de catcheurs appartenant à la New Japan Pro Wrestling (NJPW), une fédération de catch japonaise et dirigée par Tetsuya Naitō. Une émanation de l'écurie mexicaine Los Ingobernables issue de la Consejo Mundial de Lucha Libre (CMLL), le groupe a été formé en novembre 2015 par Tetsuya Naitō, Evil et Bushi. Le groupe à depuis été rejoints par Sanada, Hiromu Takahashi et Shingo Takagi. Grâce aux relations de travail de la NJPW et de la Ring of Honor (ROH), l'écurie est également apparue aux États-Unis avec Jay Lethal et son manager Truth Martini, d'anciens membres du groupe à temps partiel.
En dépit d'être moins nombreux que des factions à part entière telles que Bullet Club ou Chaos, Los Ingobernables de Japon s'est imposé comme l'une des écuries les plus importantes et les plus populaires de la NJPW. Au sein de l'écurie, Tetsuya Naitō a remporté le IWGP Heavyweight Championship à deux reprises, le plus grand championnat de la fédération et le IWGP Intercontinental Championship à 5 reprises. Parmi les autres réalisations de l'écurie figurent deux règnes de en tant que IWGP Tag Team Champions et deux victoires au World Tag League pour Evil et Sanada, deux règnes en tant que IWGP Junior Heavyweight Champions pour Hiromu Takahashi et un pour Bushi ainsi que trois règnes en tant que NEVER Openweight 6-Man Tag Team Champions pour Bushi, Evil et Sanada. Au total, seize championnats ont été remportées au sein du groupe. Tokyo Sports a cité l' impact de LIJ sur la NJPW comme l'un des facteurs principaux dans son magazine, nommant Tetsuya Naitō comme Wrestler of the Year (Catcheur de l'année) en 2016, un exploit qu'il a répété l'année suivante.
Hiromu Takahashi est inactif depuis 2021 en raison d'une blessure.

## Carrière

### Los Ingobernables
Tout au long de sa carrière à la CMLL, Rush avait été présenté comme un técnico, mais qui se comportait parfois comme un Rudo lors de ses matchs. À la mi-2013, cette partie de l'histoire de Rush a été une nouvelle fois mise en avant, à la suite de la réaction de la foule qui devenait de plus en plus négative à son égard,, le conduisant à être surnommé «le lutteur le plus détesté de la CMLL", alors qu'il est encore officiellement técnico. Rush forme alors une équipe avec La Máscara avec qui il a remporté les Mexican National Trios Championship et les CMLL World Tag Team Championship,. Rush a alors commencé une rivalité avec Negro Casas et Shocker,, et dans le cadre de la rivalité, Rush, La Máscara et Titán perdent les Mexican National Trios Championship contre La Peste Negra (El Felino, Mr. Niebla et Negro Casas). Pendant ce temps, le técnico de longue date, La Sombra subit des réactions de la foule de plus en plus négatives à son égard à la suite du récent técnico turn de son rival, Volador Jr. Les deux histoires se sont réunis le 25 avril 2014, quand Rush, La Máscara et La Sombra ont d'abord attaqué Volador Jr., puis le trio de Casas, Shocker et Mr. Niebla,. Bien que les trois sont devenus effectivement rudos, Rush et La Sombra en particulier, les deux hommes les plus détestés de l'histoire récente de la promotion, ont refusé de se reconnaître en tant que tel, et à la place se ils se font appeler "técnicos diferentes". Le trio a été baptisé "Los Indeseables",, avant d'être rebaptisé "Los Ingobernables".
Après la formation officielle de Los Ingobernables, les membres du trio ont poursuivi leurs rivalités avec Casas, Shocker et Volador Jr. Le 6 juin, La Sombra bat Volador Jr. pour remporter le NWA World Historic Welterweight Championship et conserver son NWA World Historic Middleweight Championship,.
Lors de Homenaje a Dos Leyendas 2016, Rush bat Máximo Sexy dans un Hair vs Hair Lucha de Apuestas Match avec l'aide de son père Pierroth, qui devient le plus récent membre de Los Ingobernables. Le 8 avril 2016, La Máscara bat Ángel de Oro et remporte le CMLL World Light Heavyweight Championship.
Au début de Novembre, Rush et La Sombra commence à avoir des problèmes l'un avec l'autre, ce qui a conduit à un match simple entre les deux, le 13 novembre, où Rush a été victorieux. Après le match, les deux membres fondateurs de Los Ingobernables fait la paix entre eux.

### Los Ingobernables de Japon

#### Origines et contexte (2013-2015)

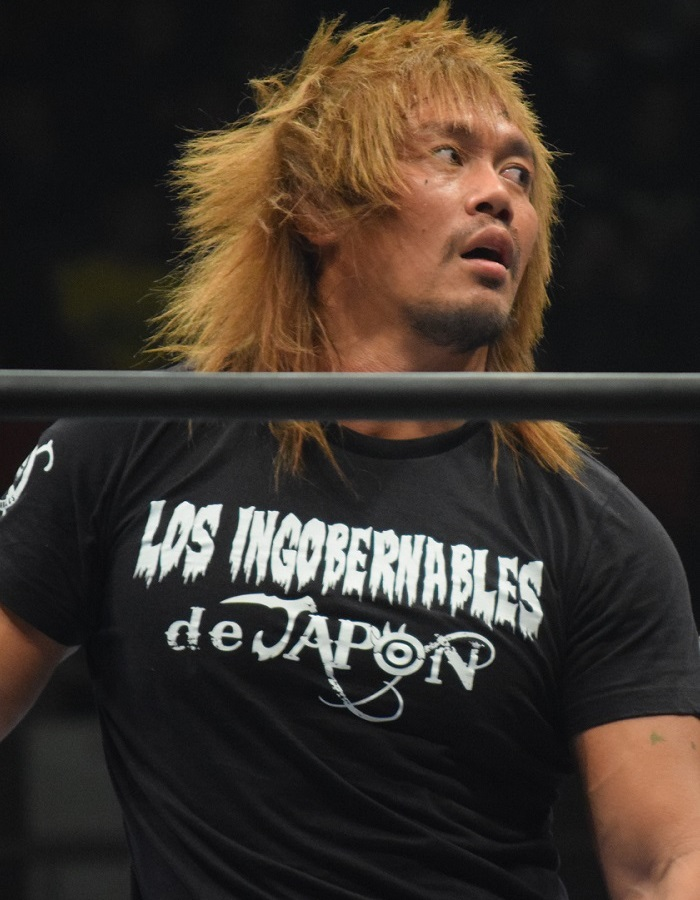
Tetsuya Naitō, le leader des Los Ingobernables de Japon.

En juin 2013, Tetsuya Naitō est rentré à la New Japan Pro Wrestling (NJPW), à la suite d'une blessure au ligament croisé antérieur du genou. Deux mois plus tard, Tetsuya Naitō bat Hiroshi Tanahashi pour remporter son premier tournoi en simple à la NJPW, le G1 Climax (2013). En dépit d'être un face épuré, Tetsuya Naitō a été fermement rejeté par les fans de la NJPW et sa victoire sur Hiroshi Tanahashi a été hué. La NJPW avait identifié Tetsuya Naitō comme leur prochaine grande star mais voyant la réaction des fans à son égard, la fédération a annoncé un vote des fans pour décider si le match prévu pour le IWGP Heavyweight Championship entre Tetsuya Naitō et Kazuchika Okada ou le match pour IWGP Intercontinental Championship opposant Shinsuke Nakamura et Hiroshi Tanahashi sera le main event du plus grand show de la promotion, Wrestle Kingdom in Tokyo Dome,. Les fans ont élu le match de Shinsuke Nakamura et Hiroshi Tanahashi comme main event du show, tandis que 
le match de Tetsuya Naitō et Kazuchika Okada sont relégués au second rang,. Lors de Wrestle Kingdom 8 in Tokyo Dome, Tetsuya Naitō échoue à remporter le titre IWGP Heavyweight de Kazuchika Okada et reste après ce match en dessous de la première place à la NJPW,.

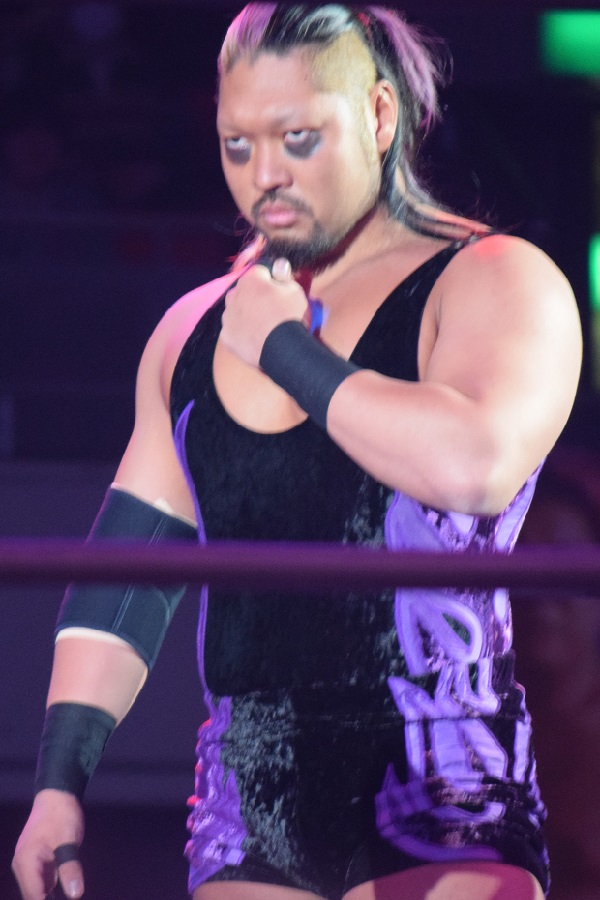
Evil, un des trois membres fondateurs des Los Ingobernables de Japon.

Au cours de l'été 2015, dans le cadre d'une relation de travail entre la NJPW et la promotion mexicaine du Consejo Mundial de Lucha Libre (CMLL), Tetsuya Naitō effectue une tournée à la CMLL au cours de laquelle il rejoint l'écurie Los Ingobernables,,. Après son retour à la NJPW en juin, Tetsuya Naitō a continué à représenter Los Ingobernables, en adoptant l'attitude vilaine associée à l'écurie, en utilisant le rejet de ses fans comme catalyseur du changement. Dans les semaines qui ont précédé l'événement King of Pro-Wrestling (2015) d'octobre, Tetsuya Naitō a commencé à taquiner en apportant une pareja ("partenaire") pour assister à son match contre Hiroshi Tanahashi, disputé pour le contrat de Hiroshi Tanahashi pour un match au IWGP Heavyweight Championship à Wrestle Kingdom 10 in Tokyo Dome. Lors de l'événement du 12 octobre, Takaaki Watanabe, faisant son retour à la NJPW après une excursion d'apprentissage à l'étranger de deux ans, a été révélé comme étant le pareja de Tetsuya Naitō alors qu'il attaquait Hiroshi Tanahashi lors de son match contre Tetsuya Naitō. Les interférences extérieures de Takaaki Watanabe ont été stoppées par Hirooki Goto et Katsuyori Shibata, ce qui a conduit Hiroshi Tanahashi à battre Tetsuya Naito pour conserver son contrat. Dans une interview d'après-match, Tetsuya Naitō donne a Takaaki Watanabe le nouveau nom de "King of Darkness",  Evil.

#### Formation du groupe et montée en puissance (2015-2016)

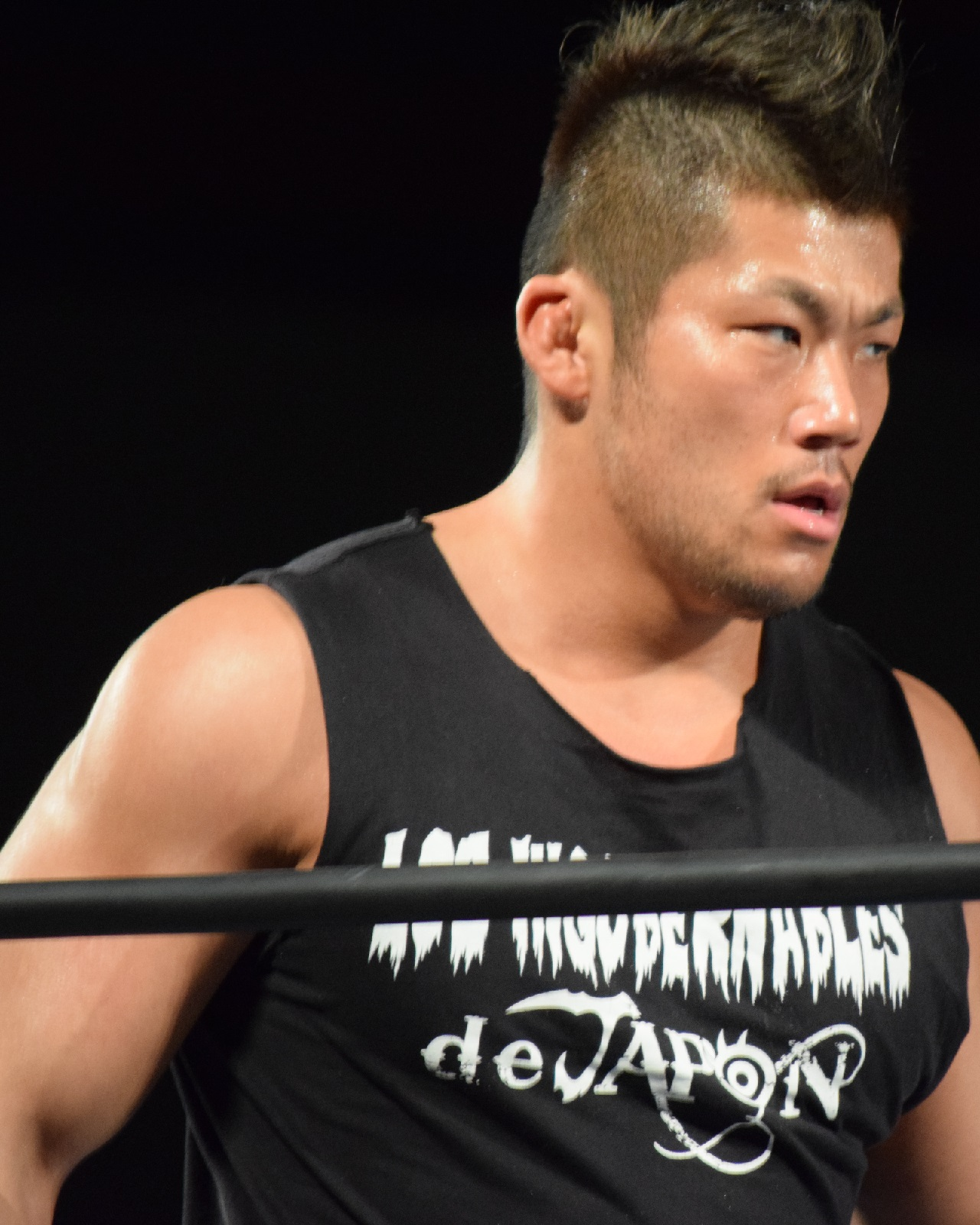
Sanada, qui a rejoint le groupe en avril 2016.

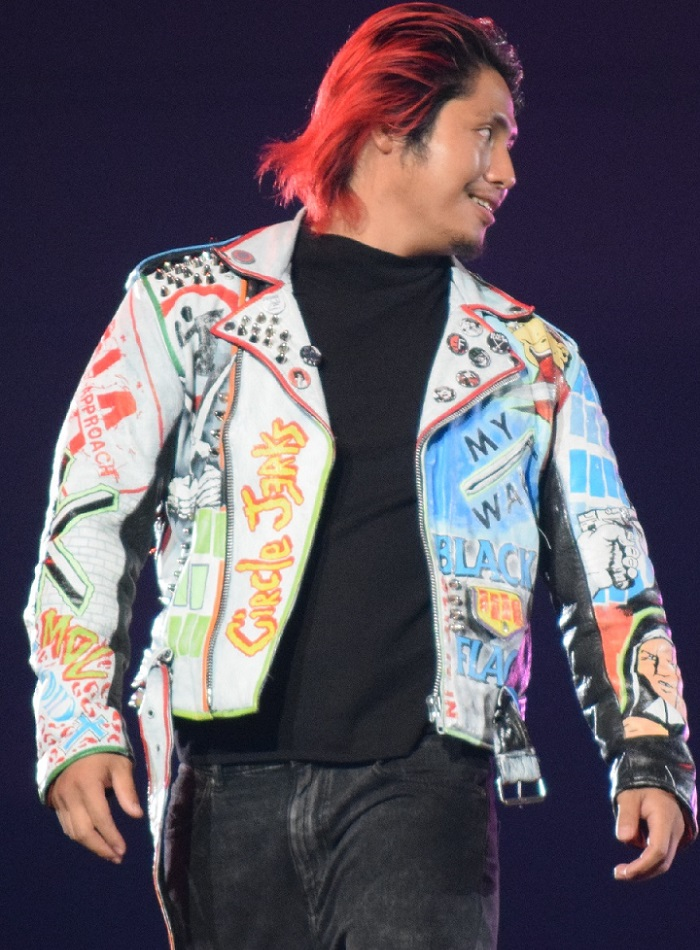
Hiromu Takahashi, qui a rejoint le groupe en décembre 2016.

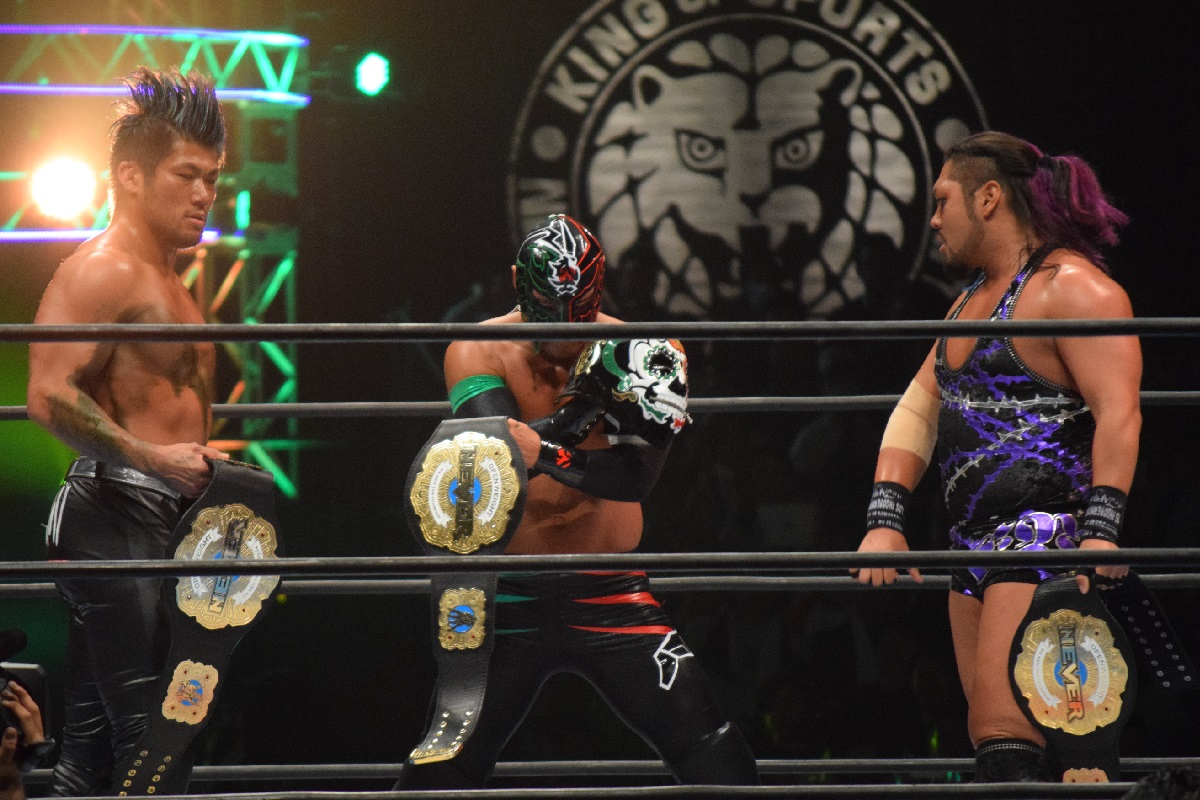
Bushi, Evil et Sanada en tant que NEVER Openweight 6-Man Tag Team Champions en février 2017.

Du 21 novembre au 9 décembre, Tetsuya Naitō et Evil participent au World Tag League 2015, où lors du premier jour Bushi qui faisait son retour après une blessure, fait ses débuts comme troisième membre du groupe, qui est ensuite nommé Los Ingobernables de Japon. Tetsuya Naitō et Evil ont finalement terminé premiers du bloc B avec 10 points (cinq victoires et deux défaites), se qualifiant pour la finale du tournoi. Le 9 décembre, Tetsuya Naitō et Evil ont perdu contre Great Bash Heel (Togi Makabe et Tomoaki Honma) et n'ont pas remporté le World Tag League. Plus tôt dans la soirée, Bushi a offert à Máscara Dorada une place au sein des Los Ingobernables de Japon. Après avoir été refusé, Bushi a attaqué Máscara Dorada, l'a démasqué et a volé sa ceinture de CMLL World Welterweight Champion. Cela a mené à un match le 19 décembre, où Bushi a défait Máscara Dorada avec l'aide de ses coéquipiers pour remporter le CMLL World Welterweight Championship et ainsi donner aux Los Ingobernables de Japon son premier titre. Lors de Wrestle Kingdom 10 in Tokyo Dome, Tetsuya Naitō (accompagnés de Evil et Bushi) perd contre Hirooki Goto. Le lendemain, lors de New Year Dash !! (2016), Tetsuya Naitō, Evil et Bushi ont battu Hiroshi Tanahashi, Máscara Dorada et Michael Elgin. Le 22 janvier 2016, Bushi perd son titre contre Máscara Dorada lors de la tournée Fantastica Mania (2016).

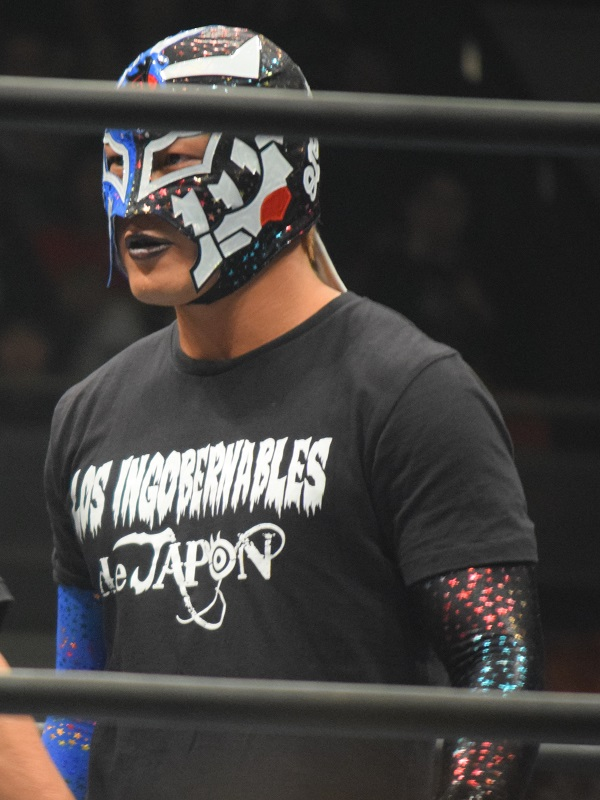
Bushi, troisième membres fondateurs du groupe.

Lors de The New Beginning in Osaka 2016, Tetsuya Naitō, Evil et Bushi ont battu Michael Elgin, Juice Robinson et Kushida. Le 14 février à The New Beginning in Niigata 2016, Tetsuya Naitō et Evil battent Jay White et Michael Elgin alors que Bushi perd contre Kushida et ne remporte pas le IWGP Junior Heavyweight Championship. Lors de Honor Rising: Japon 2016 - Tag 1, Tetsuya Naitō fait équipe avec Jay Lethal pour battre Chaos (Kazuchika Okada et Yoshi-Hashi). Le lendemain, lors de Honor Rising: Japon 2016 - Tag 2, Tetsuya Naitō et Bushi ont perdu contre Kushida et Moose. Plus tard dans la soirée, Los Ingobernables de Japon a aidé Jay Lethal à conserver le ROH World Championship contre Tomoaki Honma. Après le match, Jay Lethal et son manager Truth Martini rejoignent le groupe,. Alors que cela marquait la seule apparition de Truth Martini en tant que membre des Los Ingobernables de Japon, Jay Lethal continua de faire des apparitions sporadiques dans le groupe au cours des mois suivants,. Lors de 14th Anniversary Show, Jay Lethal bat Adam Cole et Kyle O'Reilly lors d'un Three Way Match et conserve son titre.
Du 3 au 12 mars, Tetsuya Naitō et Evil participent à la New Japan Cup (2016), où Evil se fait éliminer dès le premier tour par Tomohiro Ishii alors que Tetsuya Naitō parvient à se qualifier pour la finale du tournoi en battant successivement Yoshi-Hashi, Tomohiro Ishii et Toru Yano. Le 12 mars, avec l'aide de Bushi et de Evil, Tetsuya Naitō a battu Hirooki Goto en finale pour remporter la New Japan Cup 2016. Avec cette victoire, Tetsuya Naitō a reçu un match de championnat pour le titre de son choix et a choisi d'affronter Kazuchika Okada pour le titre de Champion du Monde Poids-Lourds IWGP,. Lors de la première nuit de Supercard of Honor X, Jay Lethal conserve son titre contre Lio Rush. Le lendemain, lors de la deuxième nuit de Supercard of Honor X, Jay Lethal conserve de nouveau son ROH World Championship en battant Cheeseburger. Lors d'Invasion Attack 2016, Evil et Bushi perdent contre Tomohiro Ishii et Hirooki Goto. Dans le main event, Sanada a fait ses débuts en tant que nouveau membre des Los Ingobernables de Japón, en aidant Tetsuya Naitō à remporter le IWGP Heavyweight Championship en battant Kazuchika Okada. Lors de Wrestling Dontaku (2016), Evil bat Hirooki Goto ensuite Sanada perd contre Kazuchika Okada puis Tetsuya Naitō conserve le IWGP Heavyweight Championship contre Tomohiro Ishii. Après le match, Kazuchika Okada a annoncé son souhait d'avoir son match revanche. Lors de Global Wars (2016), Tetsuya Naitō bat Kyle O'Reilly puis le match entre Jay Lethal et Colt Cabana pour le ROH World Championship se termine en No-Contest. Le lendemain, lors de War of the Worlds (2016) - Night 1, Tetsuya Naitō et Jay Lethal perdent contre reDRagon (Kyle O'Reilly et Bobby Fish). Lors de War of the Worlds (2016) - Night 2, Jay Lethal bat Donovan Dijak alors que Tetsuya Naitō bat Moose. Lors de War of the Worlds (2016) - Night 3, Tetsuya Naitō bat ACH alors que Jay Lethal fait équipe avec Roderick Strong pour battre Bullet Club (Adam Cole et Matt Jackson) et Chaos (Kazuchika Okada et Tomohiro Ishii).
Du 21 mai au 7 juin, Bushi participe au Best of the Supers Juniors (2016), où bien qu'il n'ait pas réussi à sortir de son bloc avec un 8 points (quatre victoires et trois défaites), Bushi a remporté une victoire majeure lors de son dernier match du tournoi le 6 juin en battant l'actuel IWGP Junior Heavyweight Champion Kushida. Lors de Dominion 6.19, Bushi et Sanada ont perdu contre Tomohiro Ishii et Yoshi-Hashi ensuite Evil a perdu son match contre Hirooki Goto puis Tetsuya Naitō a perdu le IWGP Heavyweight Championship contre Kazuchika Okada, mettant fin à son règne de deux mois dans sa deuxième défense de titre. Lors de Best in the World (2016), Jay Lethal bat Jay Briscoe et conserve son titre. Du 18 juillet au 13 août, Tetsuya Naitō, Evil et Sanada ont tous pris part au G1 Climax 2016, Sanada luttant dans le bloc A alors que tesuy Naitō et Evil luttaient dans le bloc B. Tous trois n'ont pas réussi à se qualifier pour la finale car Tetsuya Naitō a terminé deuxième du bloc B avec douze points (six victoires et trois défaites), tandis que Sanada et Evil ont tous deux terminé avec huit points (quatre victoires et cinq défaites). Tetsuya Naitō a vaincu Evil dans le duel opposant les deux coéquipiers. Pendant le tournoi, Tetsuya Naitō bat Michael Elgin, ce qui lui octroie un match pour IWGP Intercontinental Championship de ce dernier. L'association de Jay Lethal avec le groupe a pris fin le 20 août, lorsque Tetsuya Naitō et Evil l'ont abandonné lors d'un match par équipe lors de Death Before Dishonor XIV, un événement organisé par la ROH à Las Vegas.
Lors de Destruction in Tokyo, Bushi bat Kushida et remporte le IWGP Junior Heavyweight Championship. Lors de Destruction in Kobe, le groupe remporte un autre titre lorsque Tetsuya Naitō bat Michael Elgin pour remporter le IWGP Intercontinental Championship. Lors de Power Struggle, Bushi perd le IWGP Junior Heavyweight Championship contre Kushida et plus tard dans la soirée, Evil bat Katsuyori Shibata pour remporter le NEVER Openweight Championship, Sanada perd contre Hiroshi Tanahashi et Tetsuya Naitō conserve le IWGP Intercontinental Championship contre Jay Lethal.Lors de Wrestling World 2016 in Singapore, Evil perd le NEVER Openweight Championship contre Katsuyori Shibata. Le 10 décembre, Hiromu Takahashi rejoint le groupe,.

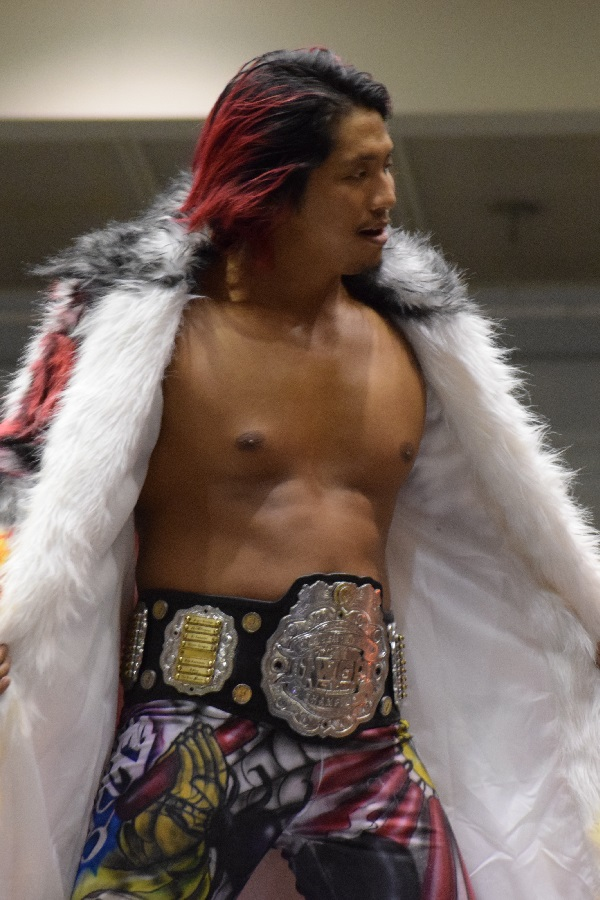
Hiromu Takahashi en tant que IWGP Junior Heavyweight Champion en Février 2017.

Lors de Wrestle Kingdom 11 in Tokyo Dome, Bushi, Evil et Sanada battent David Finlay, Ricochet et Satoshi Kojima, Bullet Club (Bad Luck Fale, Hangman Page et Yujiro Takahashi) et Chaos (Jado, Will Ospreay et Yoshi-Hashi) dans un Gauntlet match et remportent les NEVER Openweight 6-Man Tag Team Championship, Hiromu Takahashi bat Kushida et remporte le IWGP Junior Heavyweight Championship tandis que Tetsuya Naitō conserve le IWGP Intercontinental Championship contre Hiroshi Tanahashi. Le lendemain, Bushi, Evil et Sanada perdent les NEVER Openweight 6-Man Tag Team Championship contre Hiroshi Tanahashi, Manabu Nakanishi et Ryusuke Taguchi. Lors de The New Beginning in Osaka, Bushi, Evil et Sanada battent Hiroshi Tanahashi, Manabu Nakanishi et Ryusuke Taguchi et remportent les NEVER Openweight 6-Man Tag Team Championship pour la deuxième fois, Hiromu Takahashi conserve le IWGP Junior Heavyweight Championship contre Dragon Lee tandis que Tetsuya Naitō conserve le IWGP Intercontinental Championship contre Michael Elgin.
Le 17 décembre 2017, Bushi, Evil et Sanada perdent leurs titres contre le Bullet Club (Tama Tonga, Tanga Loa et Bad Luck Fale. 
Le 6 juin 2018 lors de Dominion 6.9, Naito perd son titre intercontinental contre Chris Jericho.
Le 5 septembre 2018 lors du premier jour de NJPW Road to Destruction, Tetsuya Naito gagne avec BUSHI, EVIL & SANADA contre El Desperado, Minoru Suzuki, TAKA Michinoku & Yoshinobu Kanemaru.
Le 4 janvier 2019 lors de Wrestle Kingdom 13, Evil & Sanada battent les Young Bucks et Tama Tonga & Tanga Loa et remportent les IWGP Tag Team Championship. Plus tard, Tetsuya Naitō bat Chris Jericho et remporte le IWGP Intercontinental Championship.

#### Domination de laNew Japan Pro-Wrestlinget Trahison d'Evil (2019-...)
Lors de Dominion 6.6 In Osaka-Jo Hall, Shingo Takagi bat Kazuchika Okada et remporte le championnat du monde IWGP alors vacant.
Le 11 juillet, Tetsuya Naitō et Sanada battent Dangerous Tekkers (Taichi et Zack Sabre, Jr.) et remportent les championnats par équipe IWGP,,.
Lors de Declaration of Power, le catcheur mexicain Titán aide le groupe à battre The United Empire et demande à rejoindre le clan après le match. Ils acceptent et Titán devient ainsi le premier catcheur non japonais à devenir membre du groupe à plein temps.
Le 3 juin 2023, Yota Tsuji devient le nouveau membre du clan.

## Réception
Dans son Wrestling Observer Newsletter, Dave Meltzer écrivait qu'avant la création de LIJ, Tetsuya Naito était surnommé « un génie sur le ring pour sa capacité à tracer des matches », mais il notait que « quelque chose ne cliquait pas » car une partie des fans le hué alors que certains l'acclamer. Cependant selon Dave Meltzer, après avoir copié le concept Los Ingobernables qu’il avait vu au Mexique, Tetsuya Naito est devenu « de plus en plus populaire pour être différent », avec les vêtements, les chemises et les masques de LIJ devenant la marchandise cool de la lutte. Selon le leader du Bullet Club Kenny Omega, LIJ a repris le statut du Bullet Club, considéré comme « la chose la plus chaude du moment ». Quand en 2016, Tetsuya Naito remporte le prix du Wrestler of the Year (Catcheur de l'année) de Tokyo Sports, le magazine décrivait Los Ingobernables de Japon comme un phénomène qui avait inauguré une nouvelle ère. La victoire de Tetsuya Naito a mis fin à une course de cinq ans au cours de laquelle le prix avait été remporté par Hiroshi Tanahashi ou Kazuchika Okada. L'année suivante, Tetsuya Naito est devenu le cinquième lutteur à remporter ce prix deux années de suite.
LIJ a également gagné des fans en dehors de la lutte professionnelle. Teruo Iwamoto, un joueur de football retraité qui avait représenté l'équipe nationale japonaise, était un fan de catch professionnel est devenu démodé jusqu'à voir LIJ. Il est devenu un ami proches avec les membres de l'écurie, et a taquiné qu'il serait le possible partenaire de Tetsuya Naito dans la World Tag League 2016. Il a finalement reçu le rôle honoraire de « responsable des relations publiques » du LIJ.
En 2017, l' équipe de baseball Hiroshima Toyo Carp a publié des chemises Carp de Japon et Tranquilo de Carp, toutes deux conçues sur le thème du LIJ,.

## Membres du groupe
| Los Ingobernables          | Los Ingobernables | Los Ingobernables | Los Ingobernables | Los Ingobernables |
| Identité,                  | Arrivée           | Départ            | Fédérations       | Notes |
| -------------------------- | ----------------- | ----------------- | ----------------- | --- |
| La Máscara                 | 25 avril 2014     |                   | CMLL              | Cofondateur et 1er Leader du groupe                                                                                  |
| Rush                       | 25 avril 2014     |                   | CMLL              | Cofondateur du groupe                                                                                                |
| La Sombra                  | 25 avril 2014     | 13 novembre 2015  | CMLL              | Cofondateur du groupe                                                                                                |
| Marco Corleone             | 14 novembre 2014  | 19 février 2015   | CMLL              | |
| Tetsuya Naito              | 27 mai 2015       |                   | CMLL              | Aussi présent au Japon                                                                                               |
| Pierroth (es)              | 18 mars 2016      |                   | CMLL              | |
| Rey Escorpión              | 27 juin 2016      |                   | CMLL              | |
| Los Ingobernables de Japón |                   |                   |                   | |
| Tetsuya Naito              | 21 novembre 2015  |                   | NJPW              | Aussi présent au Mexique 1er Leader du groupe Ancien IWGP Intercontinental Champion Ancien IWGP Heavyweight Champion |
| Evil                       | 21 novembre 2015  | 11 juin 2020      | NJPW              | Ancien IWGP Tag Team Champion                                                                                        |
| Bushi                      | 21 novembre 2015  |                   | NJPW              | Ancien IWGP Junior Heavyweight Tag Team Champion                                                                     |
| Jay Lethal                 | 20 février 2016   | 20 août 2016      | NJPW              | Membre de The House of Truth                                                                                         |
| Truth Martini              | 20 février 2016   | 20 février 2016   | NJPW              | Membre de The House of Truth Manager de Jay Lethal                                                                   |

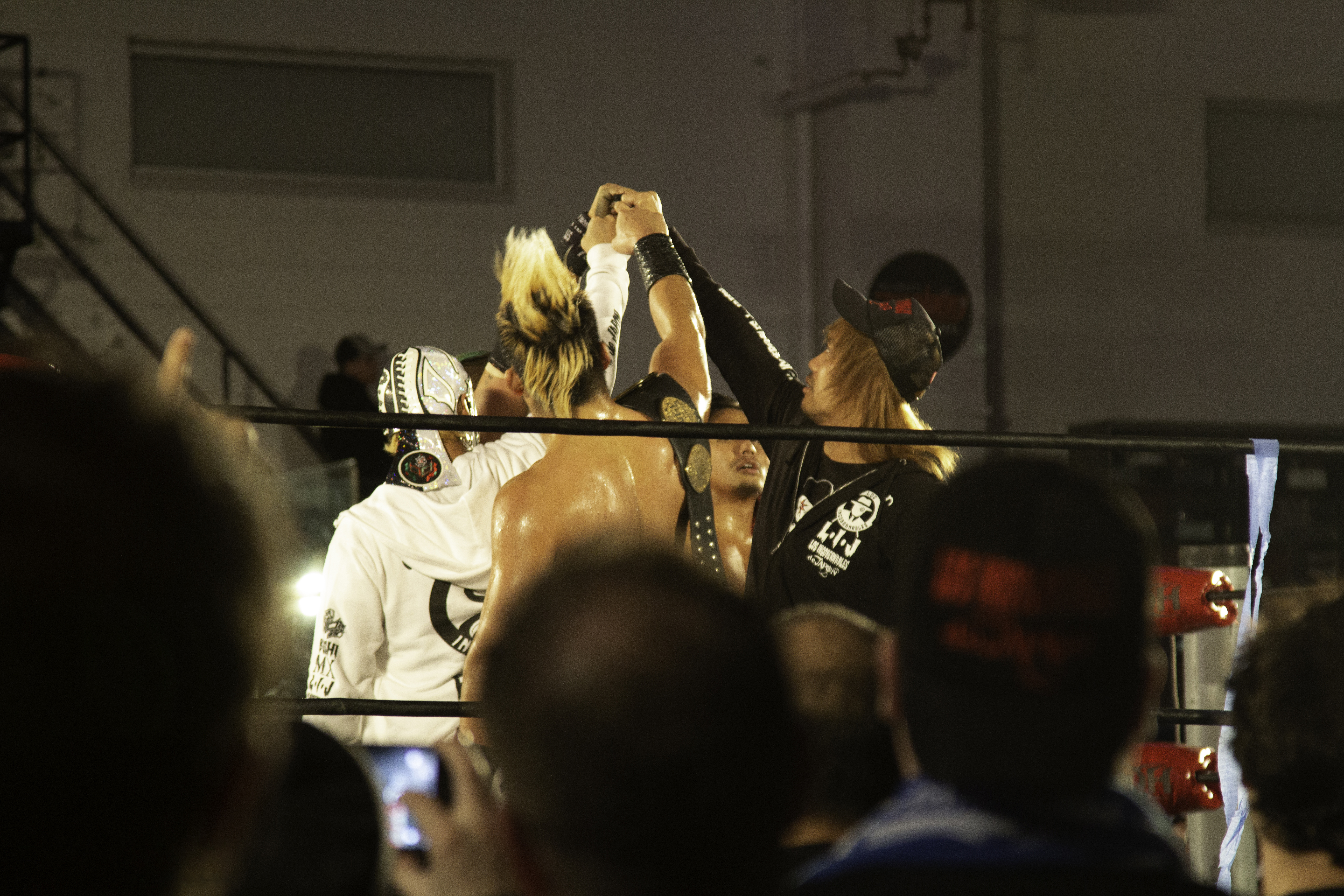
Los Ingobernables de Japon lors de la tournée Global Wars 2018. De gauche à droite: Bushi, Sanada, Hiromu Takahashi et Tetsuya Naito.

| Sanada                     | 10 avril 2016     | 21 mars 2023      | NJPW              | Ancien IWGP Tag Team Champion Ancien IWGP United States Heavyweight Championship                                     |
| Hiromu Takahashi           | 10 décembre 2016  |                   | NJPW              | 4 fois vainqueur du Best of the Supers Juniors                                                                       |
| Shingo Takagi              | 8 octobre 2018    |                   | NJPW              | Ancien IWGP Junior Heavyweight Tag Team Champion Ancien IWGP World Heavyweight Champion Actuel KOPW                  |

## Palmarès
Los Ingobernables
- Consejo Mundial de Lucha Libre

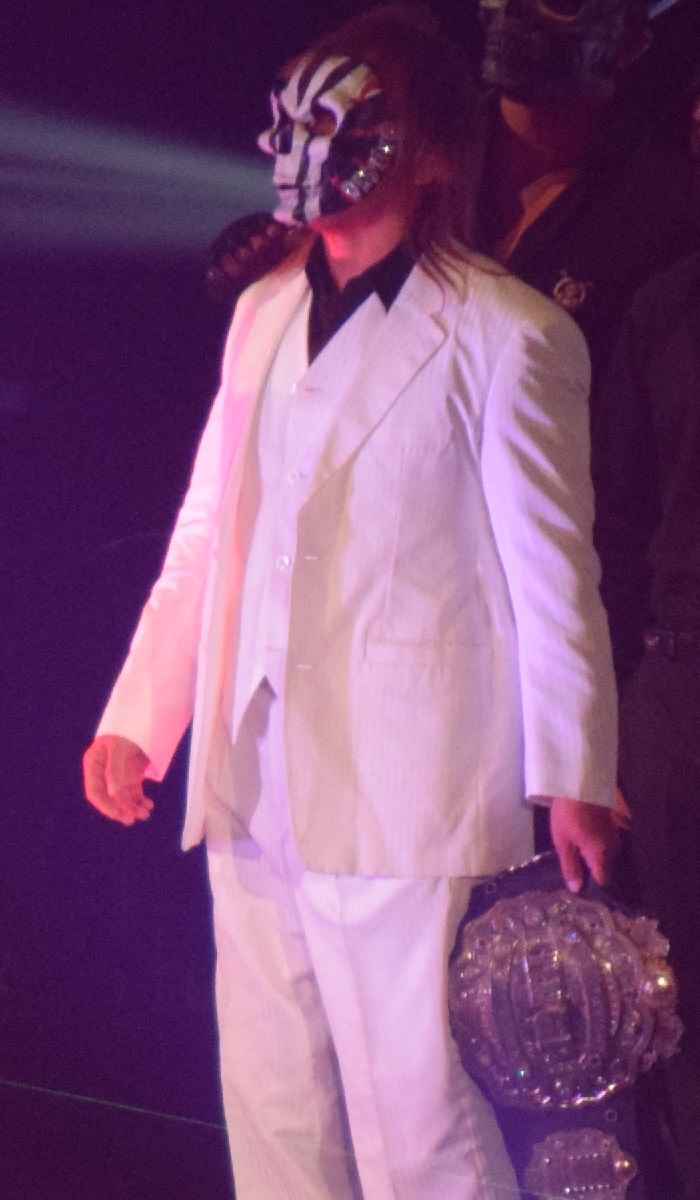
Naito en tant que IWGP Heavyweight Champion en Juin 2016.

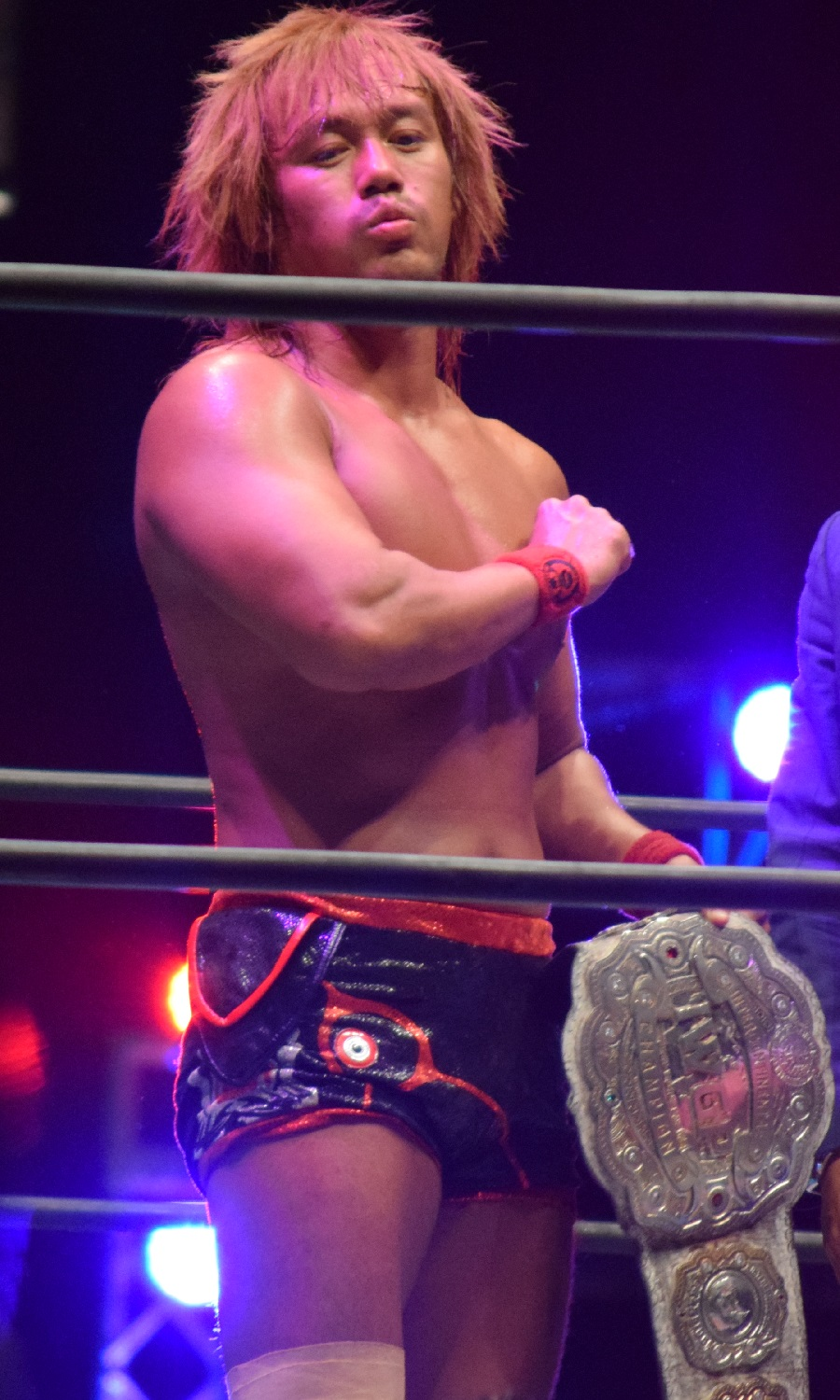
Naito en tant que IWGP Intercontinental Champion en Septembre 2016.

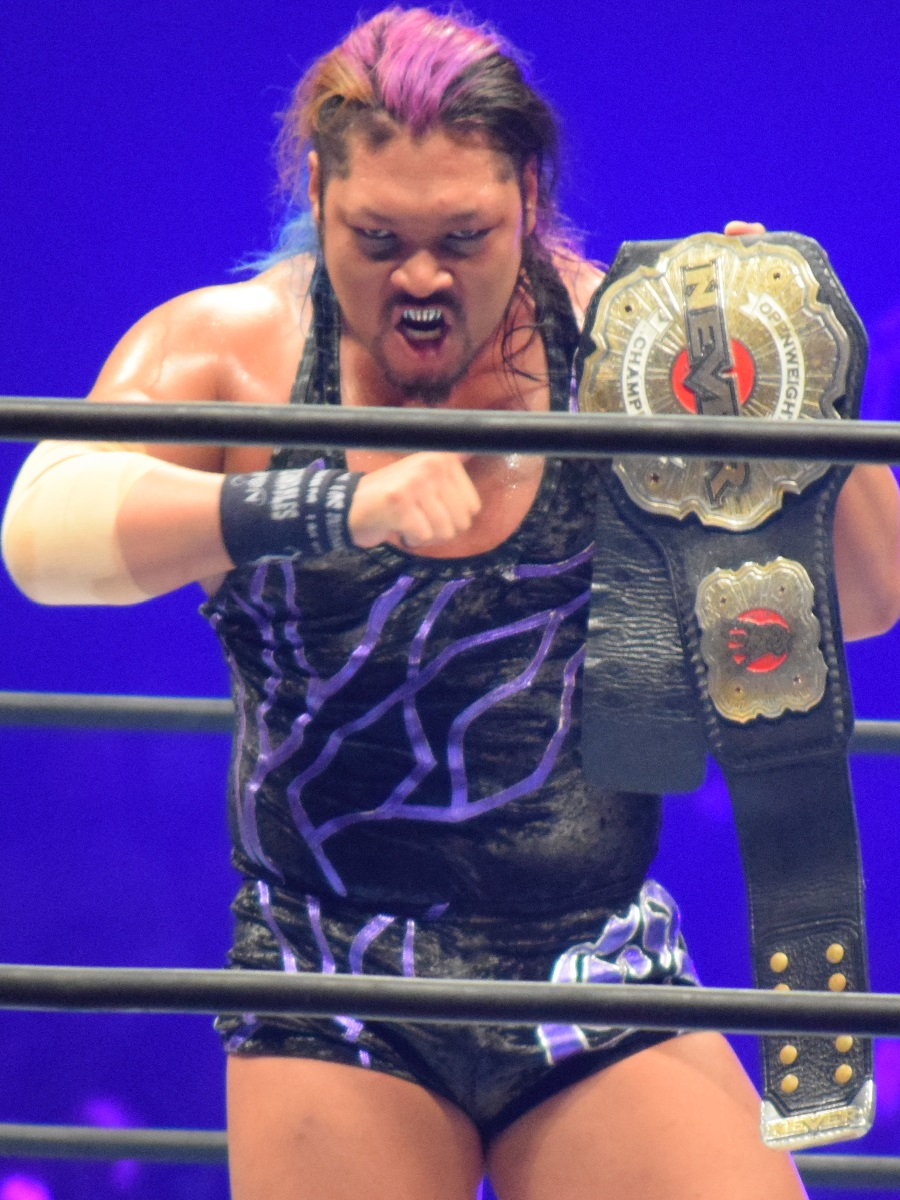
Evil en tant que NEVER Openweight Champion.

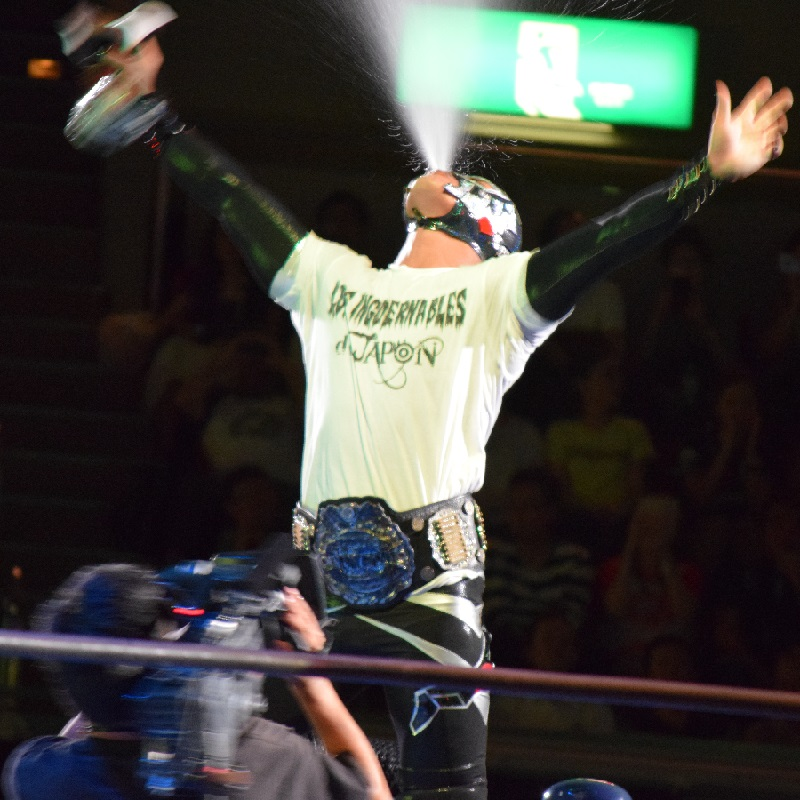
Bushi en tant que IWGP Junior Heavyweight Champion.

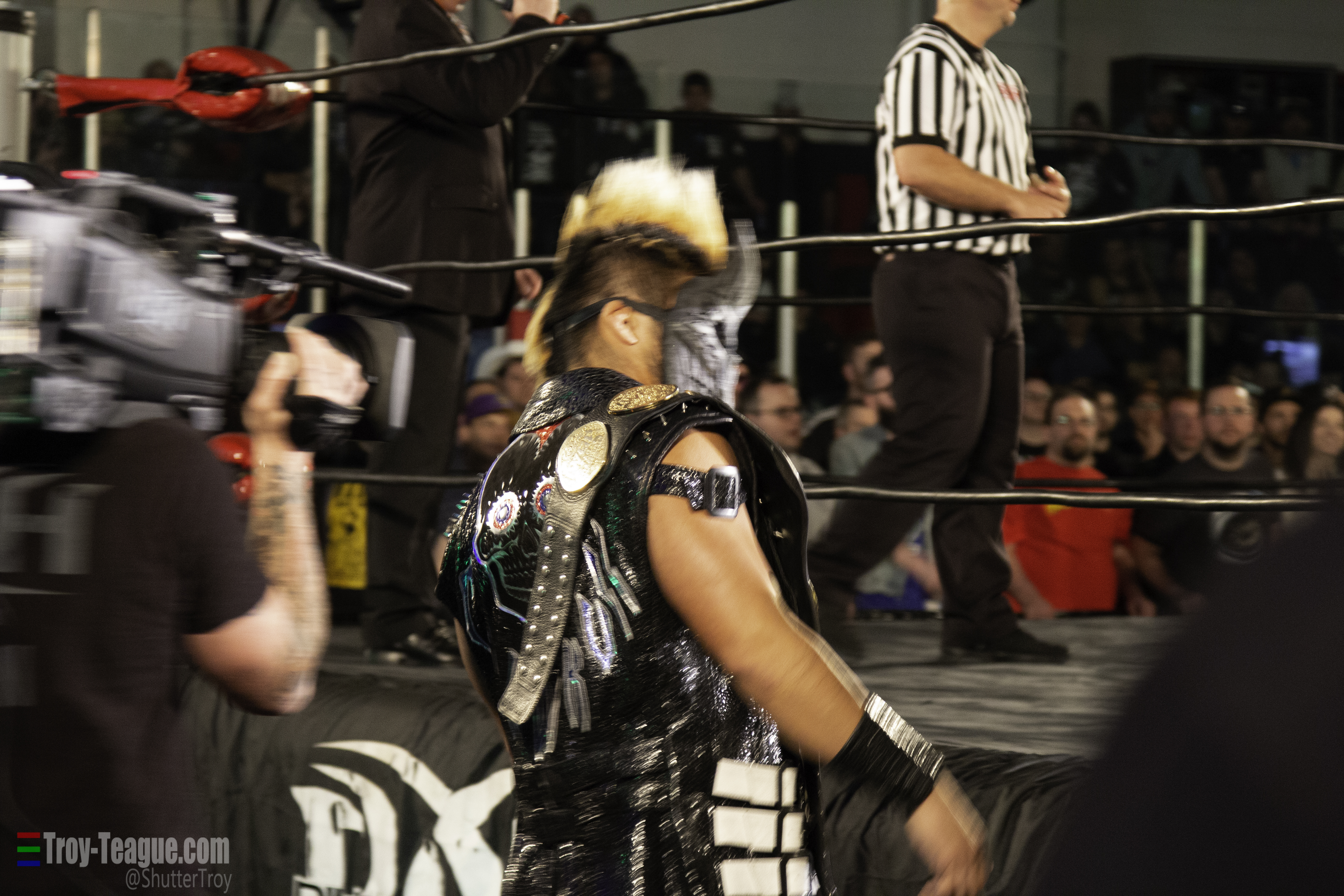
Sanada en tant IWGP Tag Team Champion en 2018.

  - 1 fois CMLL World Light Heavyweight Championship - La Máscara
  - 1 fois CMLL World Tag Team Championship - La Máscara et Rush
  - 1 fois NWA World Historic Middleweight Championship - La Sombra
  - 1 fois NWA World Historic Welterweight Championship - La Sombra
  - Reyes del Aire (2015) - La Sombra

Los Ingobernables de Japón
- Consejo Mundial de Lucha Libre
  - 1 fois CMLL World Welterweight Championship – Bushi

- New Japan Pro Wrestling
  - 1 fois IWGP World Heavyweight Championship - Shingo Takagi
  - 3 fois IWGP Heavyweight Championship - Tetsuya Naitō
  - 6 fois IWGP Intercontinental Championship - Tetsuya Naitō
  - 1 fois IWGP United States Heavyweight Championship - Sanada
  - 5 fois IWGP Junior Heavyweight Championship - Bushi (1) et Hiromu Takahashi (4)
  - 1 fois IWGP Junior Heavyweight Tag Team Championship - Bushi et Shingo Takagi
  - 3 fois NEVER Openweight Championship - Evil (1) et Shingo Takagi (2)
  - 3 fois IWGP Tag Team Championship - Evil et Sanada (2), et Tetsuya Naitō et Sanada (1)
  - 4 fois NEVER Openweight 6-Man Tag Team Championship - Bushi, Evil et Sanada (3) et Bushi, Evil et Shingo Takagi (1)
  - New Japan Cup (2016) - Tetsuya Naitō
  - New Japan Cup (2020) - Evil
  - G1 Climax (2017) -  Tetsuya Naitō
  - World Tag League (2017, 2018) - Evil et Sanada
  - Best of the Supers Juniors (2018, 2020, 2021, 2022) - Hiromu Takahashi

- Ring of Honor
  - 1 fois ROH World Championship – Jay Lethal

- Wrestling Observer Newsletter
  - 5 Star Match (2016) Tetsuya Naitō vs. Kenny Omega le 13 août[100]